# Megaselia sextovittata
Megaselia sextovittata är en tvåvingeart som beskrevs av Lee och Ronald Henry Lambert Disney 2004. Megaselia sextovittata ingår i släktet Megaselia och familjen puckelflugor. Inga underarter finns listade i Catalogue of Life.